# Brigitte Crottaz
Brigitte Crottaz, née le 6 octobre 1957 à Lausanne (originaire de Saint-Barthélemy), est une personnalité politique suisse, membre du Parti socialiste. 
Elle est députée du canton de Vaud au Conseil national depuis février 2018.

## Biographie
Brigitte Crottaz naît le 6 octobre 1957 à Lausanne. Elle est originaire de Saint-Barthélemy, dans le canton de Vaud.
Elle étudie la médecine à l'Université de Lausanne. Diplômée en 1982, elle travaille comme médecin spécialiste en médecine interne, endocrinologie et diabétologie. Elle fait une formation postgrade au Centre hospitalier universitaire vaudois pendant 13 ans puis s'installe en cabinet de groupe à Lausanne en 1995.
Elle est également joueuse de basket-ball jusqu'à l'âge de 28 ans. Championne de Suisse juniors avec le Lausanne-Sports, elle joue ensuite en Ligue nationale A avec le même club.
Elle est mère d'un enfant.

## Parcours politique
Brigitte Crottaz commence la politique tardivement : en réaction à l'élection de Christoph Blocher au Conseil fédéral, elle s'inscrit à la section du parti socialiste d'Épalinges en 2004. Elle siège au conseil communal depuis 2005 et a coprésidé la section de 2006 à 2012. Elle est députée au Grand Conseil du canton de Vaud, où elle est membre de la commission de la santé publique, de 2012 à 2017,.
Le 26 février 2018, elle remplace Jean Christophe Schwaab au Conseil national et devient membre de la Commission de la politique de sécurité (CPS). Réélue en octobre 2019 et en octobre 2023, elle siège depuis dans la Commission de politique extérieure (CPE).